# Jübar
Jübar è un comune tedesco di 1 559 abitanti situato nel land della Sassonia-Anhalt.

## Storia
Il 1º gennaio 2010 il comune è stato riorganizzato in un nuovo ente comprendente oltre a Jübar anche i comuni soppressi di Bornsen, Hanum, Lüdelsen e Nettgau.